# Gastonia lionnetii
Gastonia lionnetii ist eine Pflanzenart in der Familie der Araliengewächse (Araliaceae). Diese extrem seltene Art ist auf der Seychellen-Insel Mahé endemisch.

## Beschreibung

### Vegetative Merkmale
Gastonia lionnetii wächst als Baum, der eine Wuchshöhe von bis zu 5 Meter erreicht. Die graubraune Rinde ist leicht rissig. Die Blattspreite ist unpaarig gefiedert mit drei bis vier Fiederblattpaaren. Die neun oder zehn sekundären Blattadern sind schlingläufig (brochidodrom) und die Blattoberfläche ist mit Blasen bedeckt.

### Generative Merkmale
Die auf einem 1,5 bis 2,5 cm langen Blütenstandsschaft stehende, aufrechte, bis zu 40 cm hohe Gesamtblütenstand ist verzweigt und bestehen aus fünf bis sechs traubigen Teilblütenständen die wiederum doldigen Teilblütenständen enthalten. Die doldigen Teilblütenstände besitzen sechs bis neun Blüten und hinfällige Tragblätter. Der Blütenstiel ist 1 bis 1,5 cm lang. Die schalenförmige, cremegelben Blüte weist einen Durchmesser von 10 bis 15 mm auf. Die fünf Kronblätter auf etwa zwei Drittel ihrer Länge verwachsen. Es sind 26 bis 29 Staubblätter vorhanden. Der Fruchtknoten ist neun- bis elfkammerig. Es gibt 8 bis 13 Narben. Die violett-schwarzen Beeren weisen einen Durchmesser von 8 bis 9 mm auf.

## Lebensraum und Gefährdungsstatus
Gastonia lionnetii wird von der IUCN als „vom Aussterben bedroht“ („critically endangered“) eingestuft. Gegenwärtig existieren nur zwei ausgewachsene Bäume in der Wildnis. Ein Exemplar wächst in einem Sekundärwald in der Nähe von Mission, das andere auf einer Teeplantage bei Casse Dent. Der etwas überwucherte Ort bei Mission wurde 1994 sorgfältig gerodet und ausgewählte endemische Bäume blieben bestehen. Ein Sämling in der Nähe stammt vermutlich von der Elternpflanze. Nachteilig für den Fortbestand dieser Art ist, dass die Jungpflanzen nicht lange überleben und die fortdauernden Rodungen an diesem Ort.

## Taxonomie
Die Erstbeschreibung von Gastonia lionnetii erfolgte 1987 durch Francis Friedmann im Bulletin du Muséum National d'Histoire Naturelle, Section B, Adansonia. Botanique Phytochimie, 8, S. 253. Ein Synonym für Gastonia lionnetii F.Friedmann ist Polyscias lionnetii (F.Friedmann) Lowry & G.M.Plunkett (veröffentlicht in Porter Prescott Lowry II & Gregory M.Plunkett: Recircumscription of Polyscias (Araliaceae) to include six related genera, with a new infrageneric classification and a synopsis of species, In: Plant Diversity and Evolution, Volume 128, 2010, S. 79). Das Artepitheton lionnetii ehrt den auf den Seychellen lebenden mauritischen Naturforscher Guy Lionnet. Das Typusmaterial mit der Herbarnummer Friedmann 3902 wurde an der Straße zur Mission und Casse Dent, in einer Höhenlage von 400 Meter, Mahe, Seychellen gesammelt.